# Divisione di Wentworth
La divisione di Wentworth è una divisione elettorale australiana nello stato del Nuovo Galles del Sud. Creata nel 1901, prende il suo nome da William Wentworth, esploratore e uomo di stato australiano che nel 1813 accompagnò Gregory Blaxland e William Lawson nell'attraversamento delle Blue Mountains. Ad oggi viene considerato un seggio solidamente in mano al partito liberale, ed è uno dei pochi seggi mai presieduto dal Partito Laburista Australiano. L'attuale deputato è Dave Sharma.

## Deputati
| Deputato       | Deputato         | Partito                           | Periodo   |
| -------------- | ---------------- | --------------------------------- | --------- |
|                | William McMillan | Partito del Libero Commercio      | 1901–1903 |
| Willie Kelly   | 1903–1909        | Partito del Libero Commercio      |           |
| Willie Kelly   |                  | Partito Liberale del Commonwealth | 1909–1917 |
| Willie Kelly   |                  | Partito Nazionalista d'Australia  | 1917–1919 |
| Walter Marks   | 1919–1929        | Partito Nazionalista d'Australia  |           |
| Walter Marks   |                  | Indipendente                      | 1929–1930 |
| Walter Marks   |                  | Partito Australiano               | 1930–1931 |
| Walter Marks   | United Australia | 1931                              |           |
| Eric Harrison  | United Australia | 1931–1944                         |           |
| Eric Harrison  |                  | Liberale                          | 1944–1956 |
| Les Bury       | 1956–1974        | Liberale                          |           |
| Bob Ellicott   | 1974–1981        | Liberale                          |           |
| Peter Coleman  | 1981–1987        | Liberale                          |           |
| John Hewson    | 1987–1995        | Liberale                          |           |
| Andrew Thomson | 1995–2001        | Liberale                          |           |
| Peter King     | 2001–2004        | Liberale                          |           |
| Peter King     |                  | Indipendente                      | 2004      |
|                | Malcolm Turnbull | Liberale                          | 2004–2018 |
|                | Kerryn Phelps    | Indipendente                      | 2018-2019 |
|                | Dave Sharma      | Liberale                          | dal 2019  |